# Trilogy (album Emerson, Lake and Palmer)
Trilogy – trzeci album studyjny zespołu Emerson, Lake and Palmer, wydany 6 czerwca 1972 roku w Wielkiej Brytanii przez wytwórnię Island, a w Stanach Zjednoczonych i Kanadzie przez Cotillion, a w pozostałych krajach przez Atlantic.
Określono go jako reprezentującego m.in. gatunki rock progresywny, rock symfoniczny i muzyka poważna.

## Historia

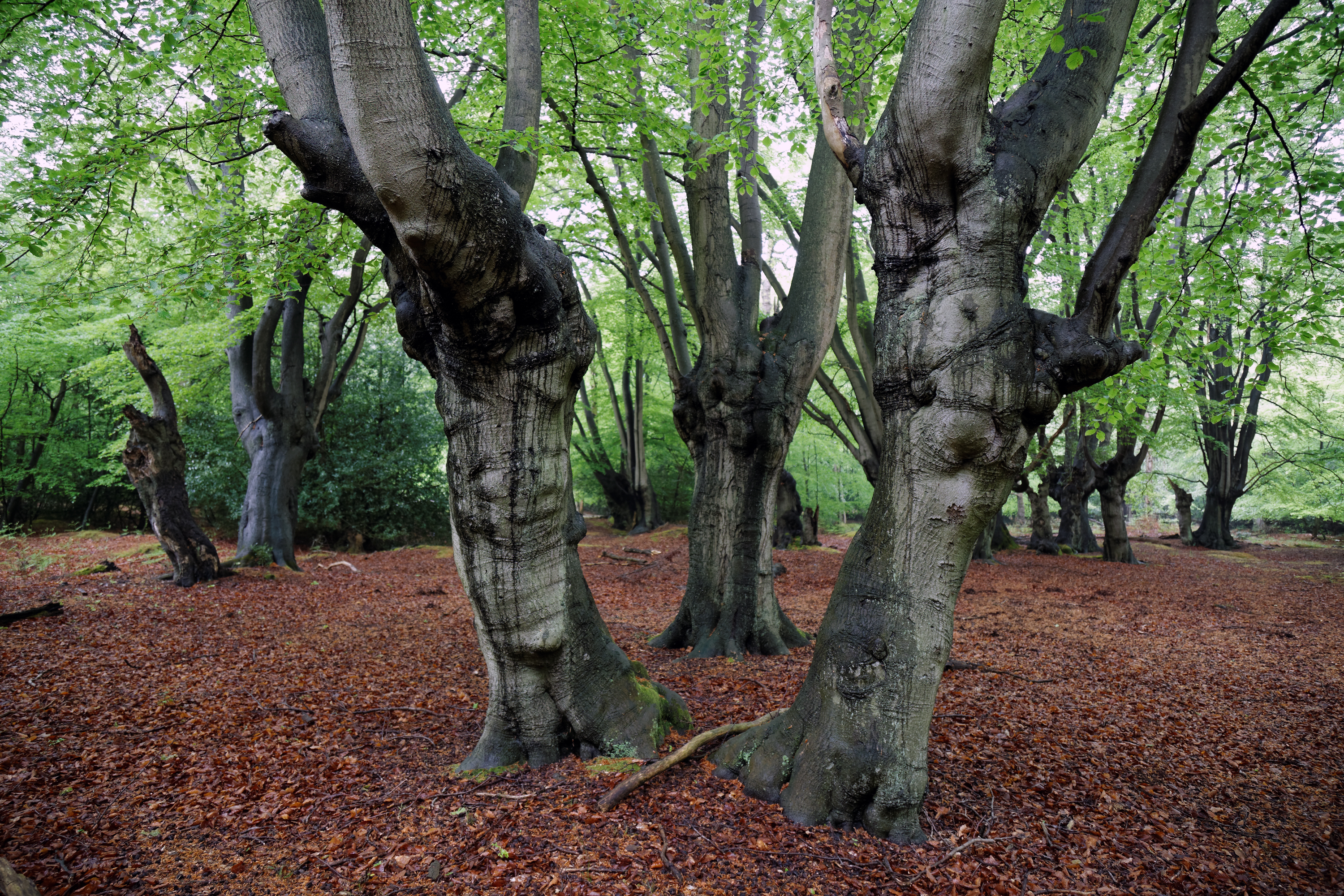
Miejsce w Epping Forest, gdzie zostały zrobione zdjęcia na wewnętrzną stronę oryginalnej okładki albumu

Swym czwartym albumem zespół wkroczył w dojrzały etap swojej twórczości. Każdy utwór na tego albumu został starannie przemyślany, zaaranżowany i perfekcyjnie wykonany. Również nim znalazły się opracowania utworów twórców muzyki poważnej: „Hoedown” (fragment Rodea Aarona Coplanda) lub nawiązania do ich twórczości, jak w cyklu „Endless Enigma (Part 1)”/„Fugue”/„Endless Enigma (Part 2)” (partia organów w stylu Johanna Sebastiana Bacha, motyw Gnoma z Obrazków z wystawy Modesta Musorgskiego i rytmika w stylu Béli Bartóka). W kompozycji „Abaddon's Bolero” Emerson sięgnął do pomysłów Maurice’a Ravela, zawartych w utworze Boléro. Zestaw utworów na płycie uzupełniły ballada Lake’a „From The Beginning” i piosenka Emersona i Lake’a „The Sheriff”.

## Lista utworów
Zestaw utworów na wydawnictwie winylowym, wydanym w 1972 roku przez Island Records i Cotillion Records:
Strona 1
| Nr | Tytuł                       | Autorzy                                        | Długość |
| -- | --------------------------- | ---------------------------------------------- | ------- |
| 1. | The Endless Enigma (Part 1) | Emerson/Lake                                   | 6:37    |
| 2. | Fugue                       | Emerson                                        | 1:57    |
| 3. | The Endless Enigma (Part 2) | Emerson/Lake                                   | 2:00    |
| 4. | From The Beginning          | Lake                                           | 4:14    |
| 5. | The Sheriff                 | Emerson/Lake                                   | 3:22    |
| 6. | Hoedown                     | (AaronCopland), aranżacja: Emerson/Lake/Palmer | 3:48    |

Strona 2
| Nr | Tytuł            | Autorzy             | Długość |
| -- | ---------------- | ------------------- | ------- |
| 1. | Trilogy          | Emerson/Lake        | 8:54    |
| 2. | Living Sin       | Emerson/Lake/Palmer | 3:11    |
| 3. | Abaddon's Bolero | Emerson             | 8:13    |

## Skład zespołu
- Keith Emerson – organy Hammonda C3, fortepian Steinwaya, surma, syntezator Mooga III C, minimoog Model D
- Greg Lake – gitara basowa, gitara elektryczna, gitara akustyczna, śpiew
- Carl Palmer – instrumenty perkusyjne

## Produkcja
- nagrania – Advision
- inżynier dźwięku  – Eddie Offord
- producent muzyczny – Greg Lake
- aranżacja – Emerson, Lake and Palmer
- okładka i fotografia – Hipgnosis
- podmalowanie – Phil Crennell